# Paolo De Ceglie
Paolo De Ceglie a Juventus FC saját nevelésű játékosa, aki a Miami Beach CFben játszik. Balhátvédként és bal oldali középpályásként egyaránt bevethető. Tagja volt a pekingi olimpián szereplő olasz válogatottnak.
A felnőtt csapatban 2006. november 6-án mutatkozott be az SSC Napoli elleni idegenbeli mérkőzésen, amikor a megsérült Nicola Legrottagliét váltotta. Nem sokkal később a Lecce elleni 4-1-es siker alkalmával az első gólját is megszerezte.
Miután a Juve a játékjoga felét eladta, a 2007-08-as idényt a Sienában töltötte, ahol 29 mérkőzésen két gólt szerzett. 2008 nyarán visszatért a Juventushoz - a klub 3,5 millió eurót fizetett a játékjogáért.